# Oneida River
Der Oneida River ist ein Fluss im US-Bundesstaat New York.
Der Oneida River bildet den Abfluss des Oneida Lake. Er verlässt diesen an dessen westlichem Ende. Er fließt zu Beginn durch den zu Cicero gehörenden Ort Brewerton. Nach 2,5 km zweigt der Erie-Kanal nach links ab. Der Flusslauf des Oneida River führt 3,5 km nach Nordwesten, bevor er eine Kehre vollführt und 8 km nach Süden fließt. Der Erie-Kanal trifft auf halber Strecke wieder auf den Fluss. Kurz darauf wird ein Mäander-Arm des Oneida River durch den Morgan Cut des Erie-Kanals durchschnitten. Der Fluss wendet sich nun nach Westen und vollführt nun eine zweite Flussschlinge. Während der Oneida River 4 km nach Norden fließt zweigt der Erie-Kanal linksseitig ab und fließt auf geradem Wege nach Westen. Kurz nach deren erneuter Vereinigung trifft der Oneida River schließlich nach einer Gesamtstrecke von 25 km bei Three Rivers auf den nach Norden fließenden Seneca River und vereinigt sich mit diesem zum Oswego River. An der Nordspitze der ersten Flussschlinge befindet sich ein Wehr am Flusslauf. Dieses liegt auf der Höhe der Schleuse #23 des Erie-Kanals.